# Herbert Salber
Herbert Salber (* 26. April 1954 in Aachen) ist ein deutscher Diplomat.

## Leben
Nach dem Besuch des Einhard-Gymnasiums in Aachen studierte Salber Französisch und Russisch in Bonn und Toulouse. Im Mai 1980 legte er die 1. Philologische Staatsprüfung für das Lehramt ab. Anschließend ging er in den Vorbereitungsdienst für den höheren Auswärtigen Dienst. Von 1984 bis 1988 war Salber als Kulturattaché an der deutschen Botschaft in Belgrad (Jugoslawien) tätig. Anschließend war er bis 1990 Ständiger Vertreter an der Botschaft in Managua (Nicaragua). Nach einer Zeit beim Auswärtigen Amt in Deutschland wurde Salber 1996 stellvertretender Leiter der Ständigen Vertretung der Bundesrepublik Deutschland bei der OSZE in Wien. 2000/2001 war er Leiter des OSZE-Zentrums in Almaty. Zwischen 2004 und 2006 war Salber an der Deutschen Botschaft in Moskau tätig. Im Anschluss wurde er Direktor des Konfliktpräventionszentrum der OSZE in Wien. Wieder in Deutschland war Salber von 2011 bis 2013 im Auswärtigen Amt Beauftragter für Sicherheitspolitik. Danach übte er das Amt des Ständigen Vertreters Deutschlands bei der NATO in Brüssel aus. 2014 wurde Salber EU-Sonderbeauftragter für den Südkaukasus und die Krise in Georgien.
Von August 2017 bis Juli 2019 war er Leiter der Deutschen Botschaft in Sofia (Bulgarien). Für seine Verdienste um die deutsch-bulgarischen Beziehungen wurde ihm im Juni 2019 vom bulgarischen Präsidenten Rumen Radew der Orden Stara Planina verliehen.
Salber ist verheiratet und hat drei Kinder.